# Jaime Isuardi
Jaime Isuardi Fernández (Santander, Cantabria, 2 de febrero de 1992), deportivamente conocido como Isuardi, es un futbolista español. Juega como delantero en el Club Deportivo Laredo de la Segunda División RFEF.

## Trayectoria
Formardo en los escalafones inferiores del Racing, llega a debutar con el primer equipo en Primera División contra el Getafe C. F. el 1 de mayo de 2012 en el Coliseum de Getafe, sustituyendo a Pedro Munitis.
El 30 de mayo de 2013 llega libre, tras terminar contrato con el Racing, al Real Betis Balompié "B". Ficha para reforzar el filial bético, siendo una apuesta de futuro para el primer equipo, aunque no llega a debutar con el primer plantel, por lo que en el mercado de invierno de 2015 pasa por otro filial, en este caso el Real Zaragoza "B".
En la temporada 2022-23, firma por el Club Deportivo Estepona Fútbol Senior de la Segunda División RFEF.

## Clubes
| Club                                  | País   | Año       |
| ------------------------------------- | ------ | --------- |
| Racing B                              | España | 2010-2013 |
| Betis B                               | España | 2013-2015 |
| Zaragoza B                            | España | 2015      |
| CD San Roque de Lepe                  | España | 2015-2016 |
| CD Tropezón                           | España | 2016-2018 |
| Écija Balompié                        | España | 2018-2019 |
| Unión Montañesa Escobedo              | España | 2019-2020 |
| Club Portugalete                      | España | 2020-2021 |
| Marbella FC                           | España | 2021-2022 |
| Club Deportivo Estepona Fútbol Senior | España | 2022-2023 |
| Societat Esportiva Penya Independent  | España | 2023-2024 |
| Club Deportivo Laredo                 | España | 2024-     |